# Steve Bronski
Steve Bronski (nombre artístico de Steven William Forrest) (Glasgow, 7 de febrero de 1960 - 7 de diciembre de 2021) fue un músico y compositor británico. Fue cofundador y teclista del grupo Bronski Beat, conocido por los exitosos singles Hit That Perfect Beat, Smalltown Boy y Why?  Además de su faceta como músico era conocido por su activismo LGBT.

## Biografía
Nacido en el distrito de Castlemilk (Glasgow), empezó a trabajar de joven como obrero. Vivió en un piso en el distrito londinense de Brixton durante el primer periodo de formación de Bronski Beat con sus compañeros músicos. Más tarde vivió como ocupa con su compañero de grupo Larry Steinbachek en el distrito de Camberwell en el sur de Londres. Tras la disolución de la banda vivió durante muchos años en Tailandia y también en París, antes de regresar al Reino Unido.
Falleció el 7 de diciembre de 2021 a los 61 años de edad debido a la inhalación de humo durante un incendio.